# Martin Höllwarth
Martin Höllwarth, avstrijski smučarski skakalec, * 13. april 1974, Schwaz, Tirolska, Avstrija. 
Höllwarth je član avstrijske državne reprezentance že od leta 1989. Prvič je skakalnemu športu postal poznan leta 1991, ko je postal mladinski svetovni prvak. Novoletno turnejo v sezoni 1991/92 je končal na 2. mestu za  Finskim čudežnim dečkom, takrat 17-letnim Tonijem Nieminenom. Presenetil je na olimpijskih igrah v Albertvillu, ko je osvojil tri srebrne medalje (dve posamezno, eno ekipno). Svoje forme pa ni ravno izkoristil v svetovnem pokalu, saj je bilo med njegovo drugo in tretjo zmago kar 4 sezone razlike. Na stopničke se je začel redno uvrščati od sezone 1999/00. Na olimpijskih igrah v Naganu leta 1998 je osvojil bronasto ekipno medaljo. 
Enako medaljo je pravtako z ekipo osvojil na svetovnem prvenstvu v Ramsauu, dosežek je zopet ponovil v Lahtiju, le da je tokrat tej dodal še posamično medaljo.
Bil je tudi v ekipi, ki je osvojila nesrečno 4. mesto na olimpijskih igrah v Salt Lake Cityu, potem, ko jim je "pričakovan" bron odvzela slovenska ekipa, Höllwarth pa je bil njihova zadnja možnost za osvojitev medalje. 
Med sezonama 2001/02 in2003/04 je bil v svetovnem pokalu enkrat šesti in enkrat peti, v skupnem seštevku  Novoletne turneje je bil v sezonah 2001/02 tretji, 2003/04 in 2004/05 pa drugi. V slednji sezoni je Janneju Ahonenu preprečil osvojitev vseh štirih skakalnic, s čimer bi se izenačil z Svenom Hannavaldom. 
Skupaj ima Höllwarth 8 zmag v svetovnem pokalu.

## Dosežki

### Zmage
| Sezona  | Država/Prizorišče |
| ------- | ----------------- |
| 1991/92 | Val di Fiemme     |
| 1992/93 | Saporo            |
| 1996/97 | Willingen         |
| 2002/03 | Trondheim         |
| 2002/03 | Titisee-Neustadt  |
| 2002/03 | Titisee-Neustadt  |
| 2003/04 | Zakopane          |
| 2004/05 | Bischofshofen     |